# 硬糕
硬糕为浙江省舟山市特有的一种传统糕点，传统产地是长涂镇的倭井潭地区，故又俗称倭井潭硬糕。与一般中国传统糕点都较为酥软不同，倭井潭硬糕以又硬又香著称。历史上甚至需要用锤砸碎才可以食用，因耐保存，是以往渔民出海捕鱼所常备食品。现为迎合一般大众，其硬度已大有下降，但仍保持其硬香脆的特征。